# Sesbania sericea
Sesbania sericea är en ärtväxtart som först beskrevs av Carl Ludwig von Willdenow, och fick sitt nu gällande namn av Heinrich Friedrich Link. Sesbania sericea ingår i släktet Sesbania och familjen ärtväxter. Inga underarter finns listade i Catalogue of Life.